# Lega Basket A
Lega Basket A – profesjonalna liga koszykówki mężczyzn we Włoszech, organizowana przez Lega Società di Pallacanestro Serie A. Rozgrywki najwyższego szczebla ligowego w tym kraju.
Pierwsze mistrzostwa Włoch koszykarzy odbyły się w 1920 r., rozgrywki ligowe prowadzone są od sezonu 1946/47 (inauguracyjna edycja jako Divisione Nazionale), a od sezonu 1947/48 pod nazwą Serie A.

## Mistrzowie Włoch
- .....1920 Costanza Mediolan
- .....1921 Assi Mediolan
- .....1922 Assi Mediolan
- .....1923 Internazionale Mediolan
- .....1924 Assi Mediolan
- .....1925 Assi Mediolan
- .....1926 Assi Mediolan
- .....1927 Assi Mediolan
- .....1928 Ginnastica Rzym
- .....1929 Nie rozegrano
- .....1930 Ginnastica Triestina
- .....1931 Ginnastica Rzym
- .....1932 Ginnastica Triestina
- .....1933 Ginnastica Rzym
- .....1934 Ginnastica Triestina
- .....1935 Ginnastica Rzym
- 1935-36 Borletti Mediolan
- 1936-37 Borletti Mediolan
- 1937-38 Borletti Mediolan
- 1938-39 Borletti Mediolan
- 1939-40 Ginnastica Triestina
- 1940-41 Ginnastica Triestina
- 1941-42 Reyer Walencja
- 1942-43 Reyer Walencja
- 1943-45 Nie rozgrywano z powodu wojny

- 1945–46 Virtus Bolonia
- 1946-47 Virtus Bolonia
- 1947-48 Virtus Bolonia
- 1948-49 Virtus Bolonia
- 1949-50 Borletti Mediolan
- 1950-51 Borletti Mediolan
- 1951-52 Borletti Mediolan
- 1952-53 Borletti Mediolan
- 1953-54 Borletti Mediolan
- 1954-55 Virtus Bolonia (Minganti)
- 1955-56 Virtus Bolonia (Minganti)
- 1956-57 Borletti Mediolan
- 1957-58 Borletti Mediolan
- 1958-59 Borletti Mediolan
- 1959-60 Borletti Mediolan
- 1960-61 Ignis Varèse
- 1961-62 Simmenthal Mediolan
- 1962-63 Simmenthal Mediolan
- 1963-64 Ignis Varèse
- 1964-65 Simmenthal Mediolan
- 1965-66 Simmenthal Mediolan
- 1966-67 Simmenthal Mediolan
- 1967-68 Oransoda Cantù
- 1968-69 Ignis Varèse
- 1969-70 Ignis Varèse

- 1970-71 Ignis Varèse
- 1971-72 Simmenthal Mediolan
- 1972-73 Ignis Varèse
- 1973-74 Ignis Varèse
- 1974-75 Forst Cantù
- 1975–76 Sinudyne Bolonia
- 1976-77 Mobilgirgi Varèse
- 1977-78 Mobilgirgi Varèse
- 1978-79 Sinudyne Bolonia
- 1979-80 Sinudyne Bolonia
- 1980-81 Squibb Cantù
- 1982-83 Banco Rzym
- 1983-84 Granarolo Bolonia
- 1984-85 Simac Mediolan
- 1985-86 Simac Mediolan
- 1986-87 Tracer Mediolan
- 1987-88 Scavolini Pesaro
- 1988-89 Philips Mediolan
- 1989-90 Scavolini Pesaro
- 1990-91 Phonola Juvecaserta
- 1991-92 Benetton Treviso
- 1992-93 Knorr Bolonia
- 1993-94 Buckler Bolonia
- 1994-95 Buckler Bolonia
- 1995-96 Stefanel Mediolan

- 1996-97 Benetton Treviso
- 1997-98 Kinder Bolonia
- 1998-99 Roosters Varèse
- 1999-00 Fortitudo Bolonia
- 2000-01 Kinder Bolonia
- 2001-02 Benetton Treviso
- 2002-03 Benetton Treviso
- 2003-04 Montepaschi Siena
- 2004-05 Climamio Bolonia
- 2005-06 Benetton Treviso
- 2006-07 Montepaschi Siena
- 2007-08 Montepaschi Siena
- 2008-09 Montepaschi Siena
- 2009-10 Montepaschi Siena
- 2010-11 Montepaschi Siena
- 2011-12 Anulowano Montepaschi Siena[1]
- 2012-13 Anulowano Montepaschi Siena[1]
- 2013-14 Armani Jeans Mediolan (EA7)
- 2014-15: Banco di Sardegna Sassari
- 2015-16: EA7 Emporio Armani Medilan
- 2016-17: Umana Reyer Wenecja
- 2017-18: EA7 Emporio Armani Medilan

## Finały A1
| Sezon   | Przewaga własnego parkietu | Wynik | Brak przewagi własnego parkietu | 1. miejsce w sezonie regularnym | Rezultat |
| ------- | -------------------------- | ----- | ------------------------------- | ------------------------------- | -------- |
| 1976–77 | Sinudyne Bolonia           | 0–2   | Mobilgirgi Varèse               | Sinudyne Bolonia                | 19–3     |
| 1977–78 | Mobilgirgi Varèse          | 2–1   | Sinudyne Bolonia                | Mobilgirgi Varèse               | 18–4     |
| 1978–79 | Sinudyne Bolonia           | 2–0   | Billy Mediolan                  | Emerson Varèse                  | 18–8     |
| 1979–80 | Sinudyne Bolonia           | 2–0   | Gabetti Cantù                   | Billy Mediolan                  | 22–4     |
| 1980–81 | Squibb Cantù               | 2–1   | Sinudyne Bolonia                | Turisanda Varèse                | 27–5     |
| 1981–82 | Scavolini Pesaro           | 0–2   | Billy Mediolan                  | Scavolini Pesaro                | 25–7     |
| 1982–83 | Banco Virtus Rzym          | 2–1   | Billy Mediolan                  | Banco Virtus Rzym               | 22–8     |
| 1983–84 | Simac Mediolan             | 1–2   | Granarolo Bolonia               | Simac Mediolan                  | 25–5     |
| 1984–85 | Simac Mediolan             | 2–0   | Scavolini Pesaro                | Banco Virtus Rzym               | 23–4     |
| 1985–86 | Simac Mediolan             | 2–1   | Mobilgirgi Caserta              | Simac Mediolan                  | 26–4     |
| 1986–87 | Tracer Mediolan            | 3–0   | Mobilgirgi Caserta              | Divarese Varèse                 | 22–8     |
| 1987–88 | Tracer Mediolan            | 1–3   | Scavolini Pesaro                | Divarese Varèse                 | 23–7     |
| 1988–89 | Enichem Livorno            | 2–3   | Philips Mediolan                | Scavolini Pesaro                | 21–9     |
| 1989–90 | Scavolini Pesaro           | 3–1   | Ranger Varèse                   | Scavolini Pesaro                | 22–8     |
| 1990–91 | Philips Mediolan           | 2–3   | Phonola Caserta                 | Philips Mediolan                | 21–9     |
| 1991–92 | Scavolini Pesaro           | 1–3   | Benetton Treviso                | Scavolini Pesaro                | 22–8     |
| 1992–93 | Knorr Bolonia              | 3–0   | Benetton Treviso                | Knorr Bolonia                   | 24–6     |
| 1993–94 | Buckler Bolonia            | 3–2   | Scavolini Pesaro                | Buckler Bolonia                 | 24–6     |
| 1994–95 | Buckler Bolonia            | 3–0   | Benetton Treviso                | Buckler Bolonia                 | 25–7     |
| 1995–96 | Teamsystem Bolonia         | 1–3   | Stefanel Mediolan               | Buckler Bolonia                 | 23–9     |
| 1996–97 | Benetton Treviso           | 3–2   | Teamsystem Bolonia              | Benetton Treviso                | 22–4     |
| 1997–98 | Kinder Bolonia             | 3–2   | Teamsystem Bolonia              | Kinder Bolonia                  | 23–3     |
| 1998–99 | Varèse Roosters            | 3–0   | Benetton Treviso                | Teamsystem Bolonia              | 22–4     |
| 1999–00 | Paf Bolonia                | 3–1   | Benetton Treviso                | Paf Bolonia                     | 27–3     |
| 2000–01 | Kinder Bolonia             | 3–0   | Paf Bolonia                     | Kinder Bolonia                  | 29–5     |
| 2001–02 | Skipper Bolonia            | 0–3   | Benetton Treviso                | Skipper Bolonia                 | 29–7     |
| 2002–03 | Benetton Treviso           | 3–1   | Skipper Bolonia                 | Benetton Treviso                | 30–4     |
| 2003–04 | Montepaschi Siena          | 3–0   | Skipper Bolonia                 | Montepaschi Siena               | 26–8     |
| 2004–05 | Climamio Bolonia           | 3–1   | Armani Jeans Mediolan           | Benetton Treviso                | 28–6     |
| 2005–06 | Climamio Bolonia           | 1–3   | Benetton Treviso                | Climamio Bolonia                | 27–7     |
| 2006–07 | Montepaschi Siena          | 3–0   | VidiVici Bolonia                | Montepaschi Siena               | 30–4     |
| 2007–08 | Montepaschi Siena          | 4–1   | Lottomatica Rzym                | Montepaschi Siena               | 31–3     |
| 2008–09 | Montepaschi Siena          | 4–0   | Armani Jeans Mediolan           | Montepaschi Siena               | 29–1     |
| 2009–10 | Montepaschi Siena          | 4–0   | Armani Jeans Mediolan           | Montepaschi Siena               | 26–2     |
| 2010–11 | Montepaschi Siena          | 4–1   | Bennet Cantù                    | Montepaschi Siena               | 26–4     |
| 2011–12 | Montepaschi Siena          | 4–1   | EA7 Mediolan                    | Montepaschi Siena               | 24–8     |
| 2012–13 | Acea Rzym                  | 1–4   | Montepaschi Siena               | Cimberio Varèse                 | 23–7     |
| 2013–14 | EA7 Mediolan               | 4–3   | Montepaschi Siena               | EA7 Mediolan                    | 25–5     |

## Nagrody
| MVP     |                       |                   |
| Sezon   | Zawodnik              | Zespół            |
| 1993-94 | Carlton Myers         | Pesaro            |
| 1994-95 | Stefano Rusconi       | Treviso           |
| 1995-96 | Henry Williams        | Treviso           |
| 1996-97 | Carlton Myers (2)     | Fortitudo Bolonia |
| 1997-98 | Sasha Danilović       | Virtus Bolonia    |
| 1998-99 | Vincenzo Esposito     | Imola             |
| 1999-00 | Vincenzo Esposito (2) | Imola             |
| 2000-01 | Manu Ginóbili         | Virtus Bolonia    |
| 2001-02 | Manu Ginóbili (2)     | Virtus Bolonia    |
| 2002-03 | Massimo Bulleri       | Treviso           |
| 2003-04 | Gianluca Basile       | Fortitudo Bolonia |
| 2004-05 | Massimo Bulleri (2)   | Treviso           |
| 2005-06 | Lynn Greer            | Napoli            |
| 2006-07 | Terrell McIntyre      | Siena             |
| 2007-08 | Danilo Gallinari      | Olimpia Mediolan  |
| 2008-09 | Terrell McIntyre (2)  | Siena             |
| 2009-10 | Romain Sato           | Siena             |
| 2010-11 | Omar Thomas           | Avellino          |
| 2011-12 | Bo McCalebb           | Siena             |
| 2012-13 | Luigi Datome          | Rzym              |
| 2013-14 | Drake Diener          | Sassari           |

| MVP Finałów |                      |                   |
| Sezon       | Zawodnik             | Zespół            |
| 2003-04     | David Andersen       | Siena             |
| 2004-05     | Gianluca Basile      | Fortitudo Bolonia |
| 2005-06     | Ramūnas Šiškauskas   | Treviso           |
| 2006-07     | Rimantas Kaukėnas    | Siena             |
| 2007-08     | Terrell McIntyre     | Siena             |
| 2008-09     | Terrell McIntyre (2) | Siena             |
| 2009-10     | Terrell McIntyre (3) | Siena             |
| 2010-11     | Bo McCalebb          | Siena             |
| 2011-12     | Bo McCalebb (2)      | Siena             |
| 2012-13     | Daniel Hackett       | Siena             |
| 2013-14     | Alessandro Gentile   | Mediolan          |

| Najlepszy Zawodnik U–22 |                      |          |
| Sezon                   | Zawodnik             | Zespół   |
| 2005-06                 | Andrea Bargnani      | Treviso  |
| 2006-07                 | Danilo Gallinari     | Mediolan |
| 2007-08                 | Danilo Gallinari (2) | Mediolan |
| 2008-09                 | Luigi Datome         | Rzym     |
| 2009-10                 | Pietro Aradori       | Biella   |
| 2010-11                 | Alessandro Gentile   | Treviso  |
| 2011-12                 | Achille Polonara     | Teramo   |
| 2012-13                 | Achille Polonara (2) | Varese   |

| Trener Roku |                       |                  |
| Sezon       | Trener                | Zespół           |
| 1993-94     | Franco Marcelletti    | Scaligera Verona |
| 1994-95     | Edoardo Rusconi       | Varese           |
| 1995-96     | Attilio Caja          | Rzym             |
| 1996-97     | Andrea Mazzon         | Scaligera Verona |
| 1997-98     | Ettore Messina        | Virtus Bolonia   |
| 1998-99     | Carlo Recalcati       | Varese           |
| 1999-00     | Piero Bucchi          | Treviso          |
| 2000-01     | Ettore Messina (2)    | Virtus Bolonia   |
| 2001-02     | Stefano Sacripanti    | Cantù            |
| 2002-03     | Lino Lardo            | Reggio Calabria  |
| 2003-04     | Carlo Recalcati (2)   | Siena            |
| 2004-05     | Ettore Messina (3)    | Treviso          |
| 2005-06     | Cesare Pancotto       | Udine            |
| 2006-07     | Simone Pianigiani     | Siena            |
| 2007-08     | Matteo Boniciolli     | Avellino         |
| 2008-09     | Andrea Capobianco     | Teramo           |
| 2009-10     | Andrea Trinchieri     | Cantù            |
| 2010-11     | Andrea Trinchieri (2) | Cantù            |
| 2011-12     | Romeo Sacchetti       | Sassari          |
| 2012-13     | Francesco Vitucci     | Varese           |

| Menedżer Roku |                        |               |
| Sezon         | Menedżer               | Zespół        |
| 2005-06       | Maurizio Gherardini    | Treviso       |
| 2006-07       | Ferdinando Minucci     | Siena         |
| 2007-08       | Ferdinando Minucci (2) | Siena         |
| 2008-09       | Ferdinando Minucci (3) | Siena         |
| 2009-10       | Bruno Arrigoni         | Cantù         |
| 2010-11       | Bruno Arrigoni (2)     | Cantù         |
| 2011-12       | Federico Casarin       | Walencja      |
| 2012-13       | Alessandro Della Salda | Reggio Emilia |